# Elena Pîrțac
Elena Pîrțac ou Pârţac est une joueuse d'échecs moldave née le 25 mars 1984, grand maître international féminin d'échecs depuis 2003 et quatre fois championne de Moldavie.

## Carrière
De 1995 à 2005, Pîrțac représenta la Moldavie au championnat d'Europe dans plusieurs catégories d'âge. En 1999, elle réalisa une norme au tournoi de Chisinau. En 2000, elle remporte la médaille de bronze au championnat junior européen par équipe. Elle réalise sa deuxième norme à Dnipro en 2002. Elle est membre de l'équipe nationale de Moldavie en 2002, 2004, 2006, 2008 et 2010, lors des Olympiades d'échecs.
Pîrțac remporta le championnat individuel féminin de Moldavie en 2002, 2003, 2006 et 2010. 
Elle atteignit son plus haut classement mondial le premier juillet 2004, avec un classement Elo de 2 275 points.